# Into Glory Ride
Into Glory Ride är det amerikanska heavy metal/power metal-bandet  Manowars andra studioalbum, utgivet 1983.

## Låtförteckning
Sida A
1. "Warlord" – 4:15
2. "Secret of Steel" – 5:50
3. "Gloves of Metal" – 5:25
4. "Gates of Valhalla" – 7:12

Sida B
1. "Hatred" – 7:42
2. "Revelation (Death's Angel)" – 6:31
3. "March for Revenge (By the Soldiers of Death)" – 8:31

Text & musik: Joey DeMaio/Ross Friedman (Ross the Boss)

## Medverkande
Manovar-medlemmar
- Ross the Boss – gitarr, keyboard
- Joey DeMaio – basgitarr (4-strängs och 8-strängs)
- Eric Adams – sång
- Scott Columbus – trummor, percussion

Produktion
- Jon Mathias – producent, ljudtekniker
- John Petre – assisterande ljudtekniker
- Joe Brescio – mastering
- Melissa Chatain – omslagsdesign
- Geoffrey Hargrave Thomas – omslagsdesign, omslagskonst, foto